# Dejan Mihajlov
Dejan Mihajlov, en serbe cyrillique Дејан Михајлов (né le 26 février 1972 à Pančevo), est un homme politique serbe. Il a été secrétaire général du Gouvernement de la Serbie de 2004 à 2008.

## Biographie
Dejan Mihajlov a suivi des études supérieures à la faculté de droit. Entre 2000 et 2004, il a été président du groupe du Parti démocratique de Serbie à l'Assemblée nationale de la république de Serbie. 
À l'élection présidentielle serbe de 2004, Dejan Mihajlov a été le chef de campagne du candidat Dragan Maršićanin. La même année, il est devenu secrétaire général du premier gouvernement Koštunica, poste qu'il a conservé dans le second gouvernement Koštunica.